# 토스카나 햄
토스카나 햄(Toscana+ham, 이탈리아어: prosciutto toscano 프로슈토 토스카노[*])은 이탈리아의 햄이다. 건식염지 생햄인 프로슈토의 일종으로, 토스카나 지역에서 생산된다.

## 이름
이탈리아에서는 "토스카나 햄"이라는 뜻인 프로슈토 토스카노(이탈리아어: prosciutto toscano)로 불린다. 이탈리아어 "프로슈토(prosciutto)"는 "햄"을 뜻하는 명사이며, "토스카노(toscano)"는 "토스카나의"라는 뜻의 형용사이다.

## 같이 보기
- 살루메